# Nasturcja

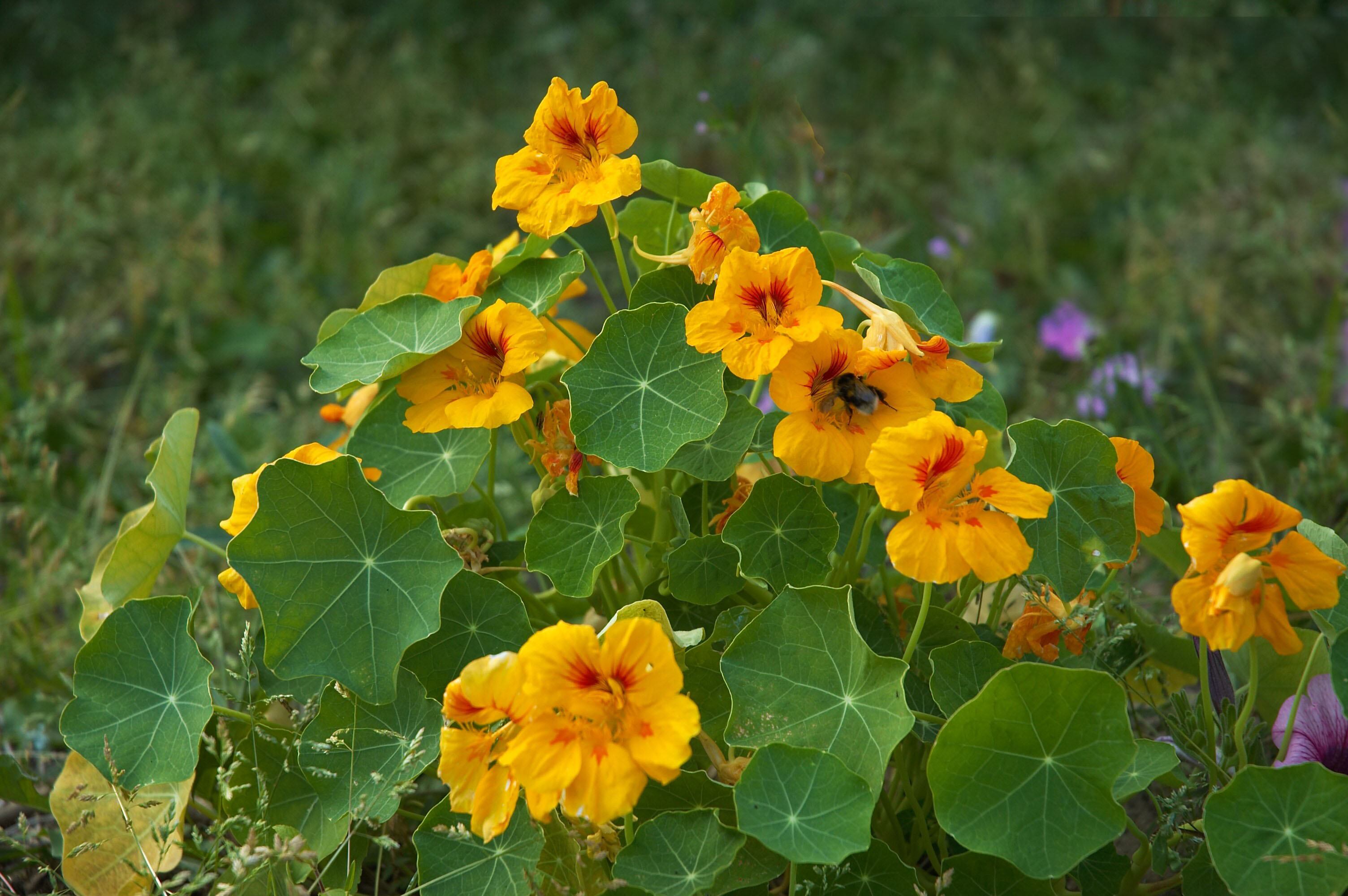
Nasturcja większa

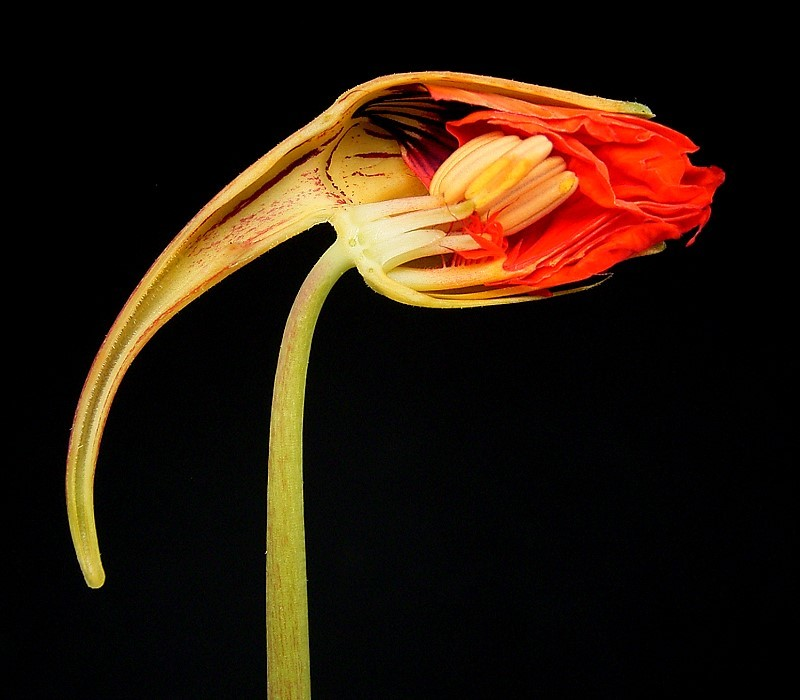
Przekrój kwiatu nasturcji większej

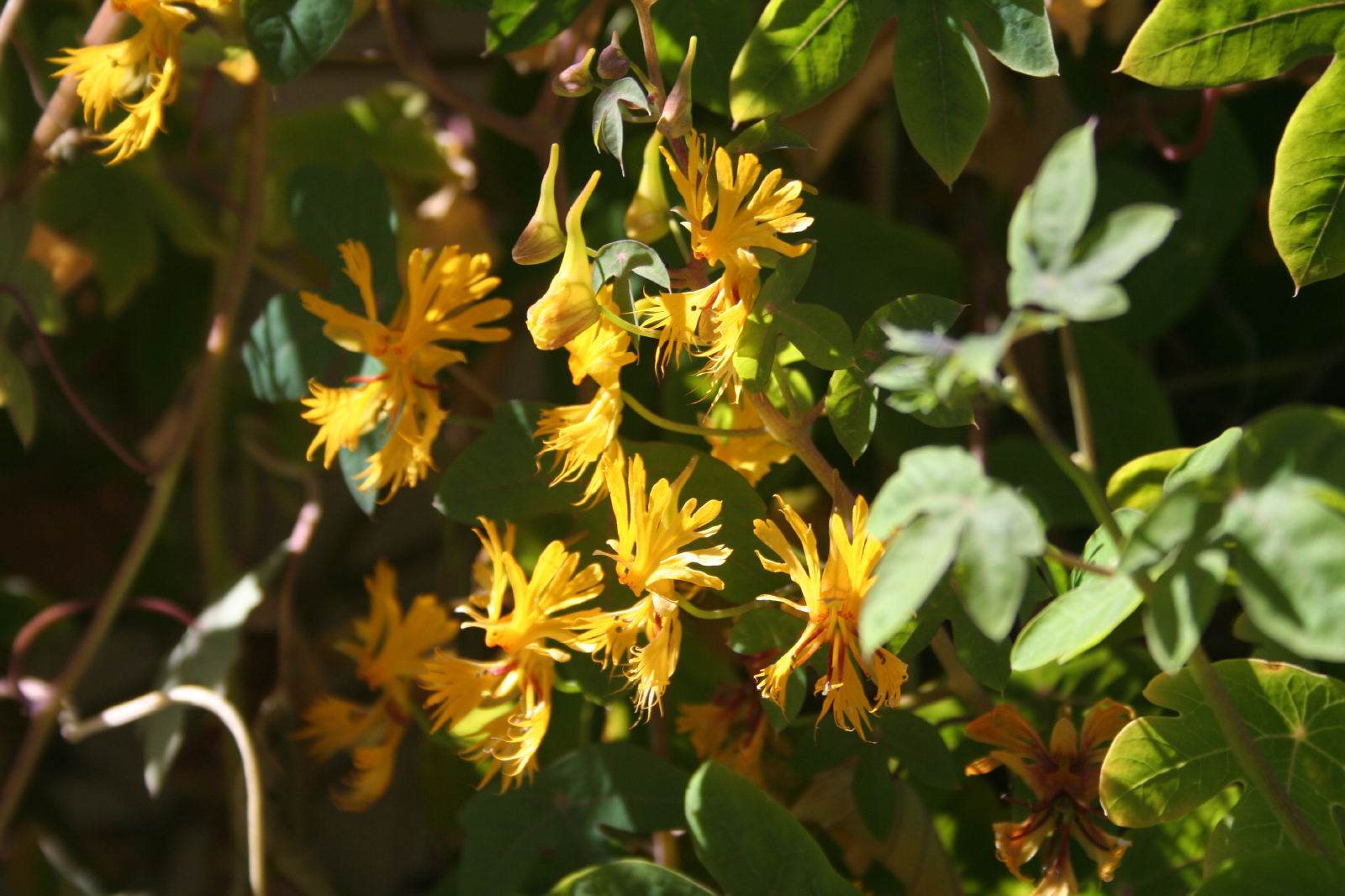
Nasturcja włóczęga

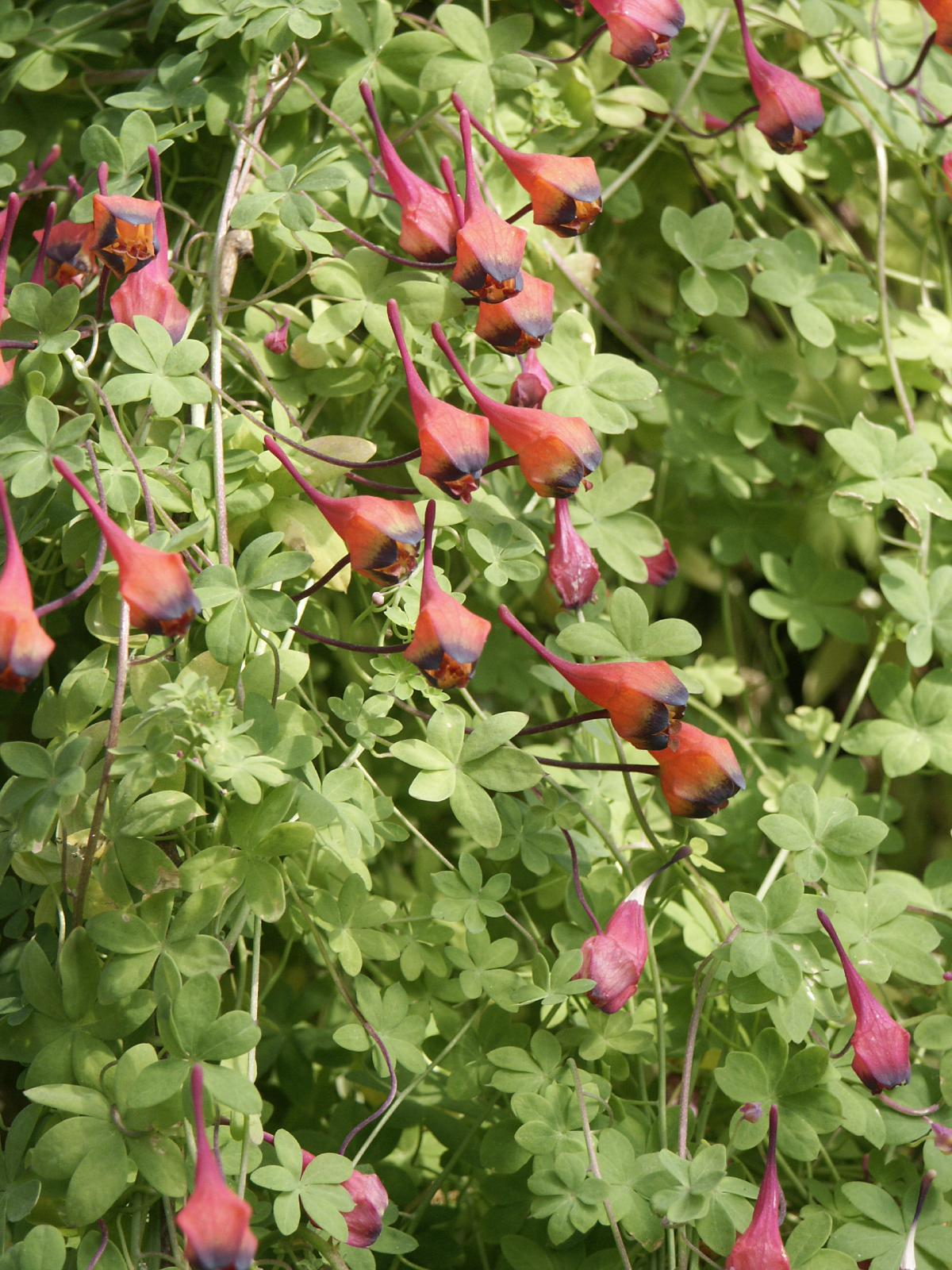
Nasturcja trójbarwna

Nasturcja (Tropaeolum L.) – rodzaj roślin z rodziny nasturcjowatych (Tropaeolaceae). Należy do niego ponad 80 gatunków pochodzących z Ameryki Południowej i Ameryki Środkowej, największe zróżnicowanie osiąga wzdłuż Andów od Kolumbii po południowe Chile. W naturze rośliny te zasiedlają wilgotne lasy, suche zarośla i górskie piargi. Nasturcja bulwiasta jest ważną rośliną spożywczą dla ludności Ameryki Południowej. Mięsiste owoce i pąki kwiatowe nasturcji większej zakonserwowane w słonej wodzie lub occie stosowane są jak przyprawa (przypominają kapary). Niektóre gatunki są uprawiane jako ozdobne, dotyczy to zwłaszcza: nasturcji większej, mniejszej, Tropaeolum peltophorum i mieszańce między nimi. W Polsce najczęściej w uprawie ogrodowej lub na balkonach.

## Morfologia
PokrójRośliny jednoroczne, trwałe lub pnącza o długiej (do 5 m), niekiedy pnącej łodydze, zwykle gruboszowatej (soczystej). Korzenie nierzadko bulwiaste.
LiścieSkrętoległe, osadzone na długim ogonku, tarczowate, klapowane lub dłoniastodzielne. Ogonki liściowe często owijają się wokół podpory.
KwiatyWyrastają pojedynczo z kątów liści na długich szypułkach. U niektórych gatunków tworzą skupienia baldachopodobne. Działki kielicha są nierówne. Dwie dolne okazałe, trzy górne mniejsze, zrosłe u nasady, z jednej (rzadko z trzech) powstaje długa ostroga z miodnikiem. Płatki korony w liczbie 5, rzadko 2, nierówne. Dwa górne okazałe, zrosłe z ostrogą, pozostałe zwykle mniejsze. Płatki mają barwę żółtą, czerwoną, purpurową, niebieską lub zieloną, często są dwubarwne. Pręcików jest 8, wyrastają w dwóch okółkach i są nierówne. Zalążnia jest górna, trójkomorowa. Słupek jest pojedynczy, zakończony jest równowąskim, trójłatkowym znamieniem.
OwocMięsista lub sucha rozłupnia rozpadająca się na trzy jednonasienne rozłupki.

## Systematyka
Rodzaj Tropaeolum był przez długi czas klasyfikowany do rodziny nasturcjowate Tropaeolaceae razem z rodzajami Magallana i Trophaeastrum. Monotypowy rodzaj Magallana wyróżniano z powodu oskrzydlonych owoców. Z kolei dwa gatunki z rodzaju Trophaeastrum wyróżniano z powodu braku ostróg w kwiatach. Badania molekularne przeprowadzone w 2000 roku wykazały, że w takim ujęciu rodzaj Tropaeolum to takson parafiletyczny, a rodzaje Magallana i Trophaeastrum są w nim zagnieżdżone. W efekcie rodzaje te zostały zsynonimizowane z Tropaeolum.
Synonimy
Cardamindum Adans., Tropaeastrum Mabb., orth. var.
Pozycja systematyczna według APweb (aktualizowany system APG III z 2009)
Należy do rodziny nasturcjowatych (Tropaeolaceae), która wraz z siostrzaną rodziną Akaniaceae tworzy klad bazalny w obrębie rzędu kapustowców (Brassicales).
Pozycja w systemie Reveala (1993-1999)
Gromada okrytonasienne (Magnoliophyta Cronquist), podgromada Magnoliophytina Frohne & U. Jensen ex Reveal, klasa Rosopsida Batsch, podklasa różowe (Rosidae Takht.), nadrząd Rutanae Takht., rząd nasturcjowce (Tropaeolales Takht. ex Reveal ), rodzina nasturcjowate (Tropaeolaceae Juss. ex DC.), rodzaj nasturcja (Tropaeolum L.). 
Wykaz gatunków
| - Tropaeolum adpressum Hughes - Tropaeolum argentinum Buchenau - Tropaeolum asplundii Sparre - Tropaeolum atrocapillare Sparre - Tropaeolum austropurpureum (J.M.Watson & A.R.Flores) J.M.Watson & A.R.Flores - Tropaeolum azureum Bertero ex Colla – nasturcja błękitna - Tropaeolum beuthii Klotzsch - Tropaeolum bicolor Ruiz & Pav. - Tropaeolum boliviense Loes. - Tropaeolum brachyceras Hook. & Arn. - Tropaeolum brasiliense Casar. - Tropaeolum brideanum Sparre - Tropaeolum calcaratum Sparre - Tropaeolum calvum (J.F. Macbr.) Sparre - Tropaeolum capillare Buchenau - Tropaeolum carchense Killip ex Sparre - Tropaeolum ciliatum Ruíz & Pav. - Tropaeolum cirrhipes Hook. - Tropaeolum cochabambae Buchenau - Tropaeolum crenatiflorum Hook. - Tropaeolum cuspidatum Buchenau - Tropaeolum deckerianum Moritz & H.Karst. - Tropaeolum dipetalum Ruiz & Pav. - Tropaeolum elzae Sparre - Tropaeolum emarginatum Turcz. - Tropaeolum ferreyrae Sparre - Tropaeolum fintelmannii Schltdl. - Tropaeolum harlingii Sparre - Tropaeolum hayneanum Bernh. - Tropaeolum hirsutum Sparre - Tropaeolum hjertingii Sparre - Tropaeolum hookerianum Barnéoud - Tropaeolum huigrense Killip - Tropaeolum incisum (Speg.) Sparre - Tropaeolum × jilesii Sparre - Tropaeolum kerneisinum Hughes - Tropaeolum kingii Phil. - Tropaeolum kuntzeanum Buchenau - Tropaeolum lasseri Sparre - Tropaeolum leonis Sparre - Tropaeolum lepidum Phil. ex Buchenau - Tropaeolum leptophyllum G.Don - Tropaeolum lindenii Wallis - Tropaeolum longiflorum Killip | - Tropaeolum looseri Sparre - Tropaeolum magnificum Sparre - Tropaeolum majus L. – nasturcja większa - Tropaeolum menispermifolium Buchenau & Sodiro - Tropaeolum meyeri Sparre - Tropaeolum minus L. – nasturcja mniejsza - Tropaeolum moritzianum Klotzsch - Tropaeolum myriophyllum (Poepp. & Endl.) Sparre - Tropaeolum nubigenum Phil. - Tropaeolum nuptae-jucundae Sparre - Tropaeolum orinocense P.E.Berry - Tropaeolum orthoceras Gardner - Tropaeolum × oxalianthum C.Morren - Tropaeolum papillosum Hughes - Tropaeolum patagonicum Speg. - Tropaeolum pellucidum Sparre - Tropaeolum peltophorum Benth. - Tropaeolum pendulum Klotzsch - Tropaeolum pentagonum Hughes - Tropaeolum pentaphyllum Lam. - Tropaeolum peregrinum L. – nasturcja włóczęga - Tropaeolum polyphyllum Cav. - Tropaeolum porifolium (Cav.) L.Andersson & S.Andersson - Tropaeolum pubescens Kunth - Tropaeolum purpureum Killip - Tropaeolum repandum Heilborn - Tropaeolum rhomboideum Lem. - Tropaeolum sanctae-catharinae Sparre - Tropaeolum seemannii Buchenau - Tropaeolum sessilifolium Poepp. & Endl. - Tropaeolum smithii DC. - Tropaeolum speciosum Poepp. & Endl. - Tropaeolum steyermarkianum Sparre - Tropaeolum stipulatum Buchenau - Tropaeolum × tenuirostre Steud. - Tropaeolum trialatum (Suess.) L.Andersson & S.Andersson - Tropaeolum tricolor Sweet – nasturcja trójbarwna - Tropaeolum trilobum Turcz. - Tropaeolum tuberosum Ruiz & Pav. – nasturcja bulwiasta - Tropaeolum umbellatum Hook. - Tropaeolum unilobatum Sparre - Tropaeolum wagnerianum H.Karst. ex Klotzsch - Tropaeolum warmingianum Rohrb. - Tropaeolum willinkii Sparre |

## Zastosowanie

### Rośliny ozdobne
HistoriaNasturcje wprowadzone zostały jako rośliny ozdobne w XVI wieku do Hiszpanii przez Nicolás Monardes. W końcu XVI wieku angielski botanik John Gerard uznał rośliny tego rodzaju za spokrewnione z rukwią wodną (Nasturtium officinale) i z tego powodu w językach europejskich spopularyzowała się nazwą rodzaju nawiązująca do nazwy naukowej rukwi. Obowiązującą nazwę naukową rodzaju nadał rodzajowi Karol Linneusz i pochodzi ona od łacińskiego słowa tropaeum oznaczającego trofeum. Linneuszowi żółte kwiaty nasturcji skojarzyły się ze starożytnym zwyczajem upamiętniania poległych żołnierzy za pomocą hełmu i tarczy mocowanych na drzewie. Początkowo, w XVI wieku, w Europie wprowadzono do upraw nasturcję mniejszą, znaną jako Nasturtium indicum. Nasturcja włóczęga też znana była w Europie w XVI wieku, ale rozpowszechniła się w końcu XVIII. Najbardziej rozpowszechniona w uprawie współcześnie nasturcja większa spopularyzowała się w końcu XVII wieku.
UprawaW krajach północno-zachodniej części Ameryki Południowej wzdłuż ogrodzeń uprawiany jest powszechnie gatunek nasturcja włóczęga (N. peregrinum). W Europie jako rośliny ogrodowe uprawiane są głównie: nasturcja większa, mniejszej, T. peltophorum i mieszańce między nimi.

### Rośliny jadalne
Nasturcja bulwiasta jest ważną rośliną spożywczą dla ludności Ameryki Południowej. Poza tym pąki kwiatowe i młode, mięsiste owoce zakonserwowane w słonej wodzie lub occie stosowane są jak przyprawa (przypominają kapary i mogą być stosowane do ich fałszowania). Rośliny mają charakterystyczny, ostry smak powodowany zawartością olejku gorczycznego, identycznego jak u pieprzycy siewnej (zwanej rzeżuchą). Kwiaty i liście nasturcji większej mogą być stosowane jako dodatek w sałatkach. Kwiaty zawierają 130 mg witaminy C w 100 g. Co więcej, kwiaty są bardzo bogatym źródłem β-karotenu i luteiny zawierając tej drugiej 45 mg w 100 g.